# Hôtel particulier

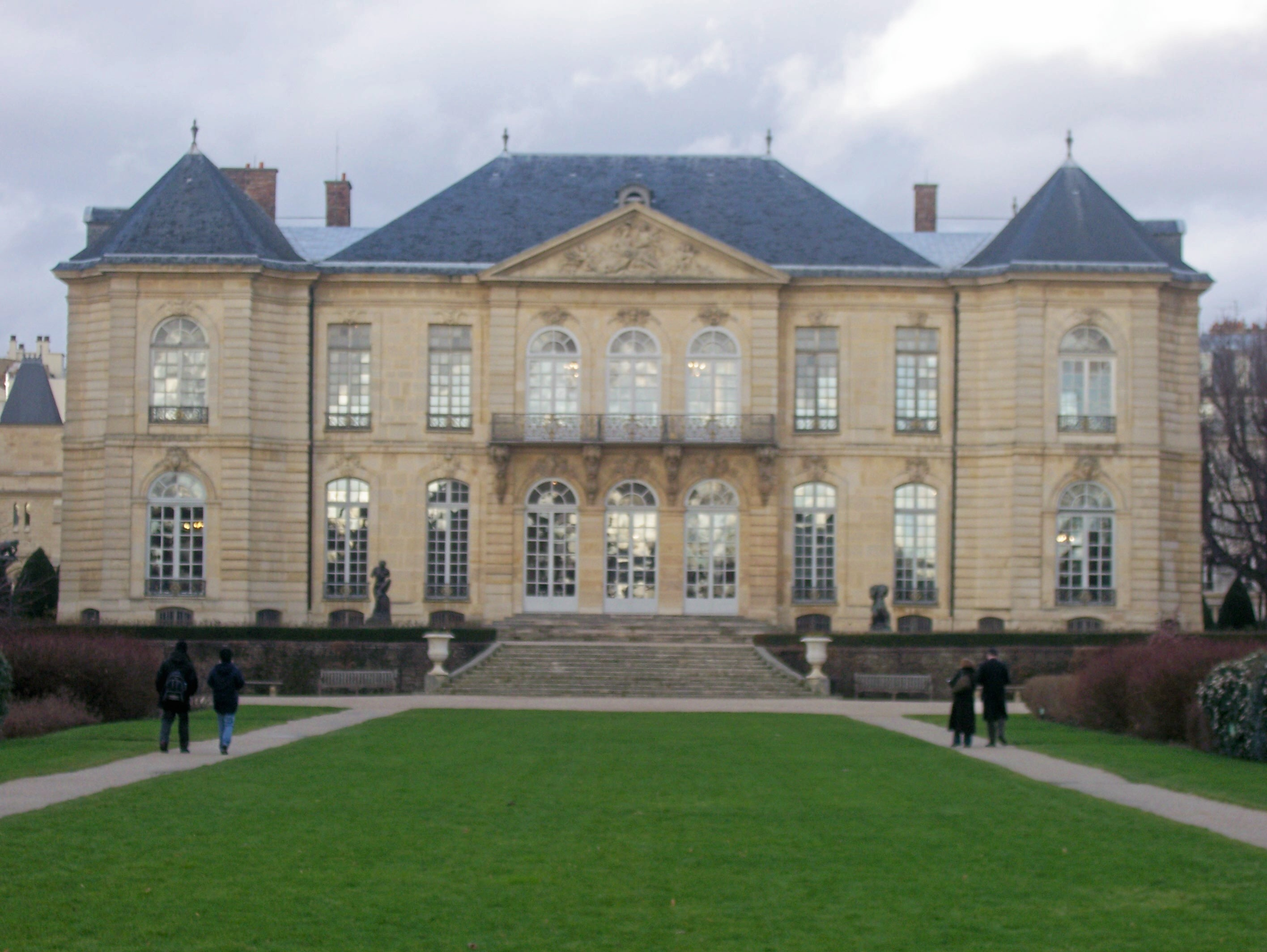
Hôtel Biron

Hôtel particulier é uma residência privada urbana situada nas grandes cidades e que se contrapõe, arquitetonicamente, aos blocos de apartamentos que comumente há nas cidades da França.